# Knowlton Hat Factory
Knowlton Hat Factory es un edificio histórico en Upton, un pueblo ubicado en el  estado de Massachusetts (Estados Unidos). Fue incluido en el Registro Nacional de Lugares Históricos en 1982.

## Historia y descripción
En 1835, William Knowlton y William Legg formaron una sociedad comercial que dio lugar a la creación de la fábrica de sombreros. En 1845 William Legg se jubiló y fue reemplazado por Joseph F. Farnum, quien estuvo asociado con Knowlton por un corto tiempo. Cuando se jubiló, Knowlton continuó con el negocio hasta que sus hijos alcanzaron la mayoría de edad. Fue entonces cuando la empresa se llamó "William Knowlton and Sons".
La fábrica se amplió en 1872 con la adición de una torre y más tarde una oficina. Esta fecha está en cemento sobre la puerta de entrada. Para entonces, la fábrica se había convertido en la fábrica de sombreros para mujeres más grande del mundo. Se agregaron otros edificios a lo largo de los años, sobre todo una gran adición de un ala en la parte trasera de la tienda en 1908.
En 1925 la tienda fue comprada por Merrimack Hat Company, fabricantes de sombreros de lana y piel, que continuó funcionando hasta 1952 cuando la tienda fue vendida a Charles Kartiganer. Poco después de la adquisición de Kartiganer, vendió el negocio a Lish Industries, donde en 1972 volvió a cambiar de manos y fue comprado por Millhaus Trust.
Fue renovado por Healy and Brown Architectural Firm y convertido en vivienda para personas mayores en 1985. El desarrollo ahora es propiedad de Harbor Development Corp. en Swampscott, Massachusetts.

## Galería

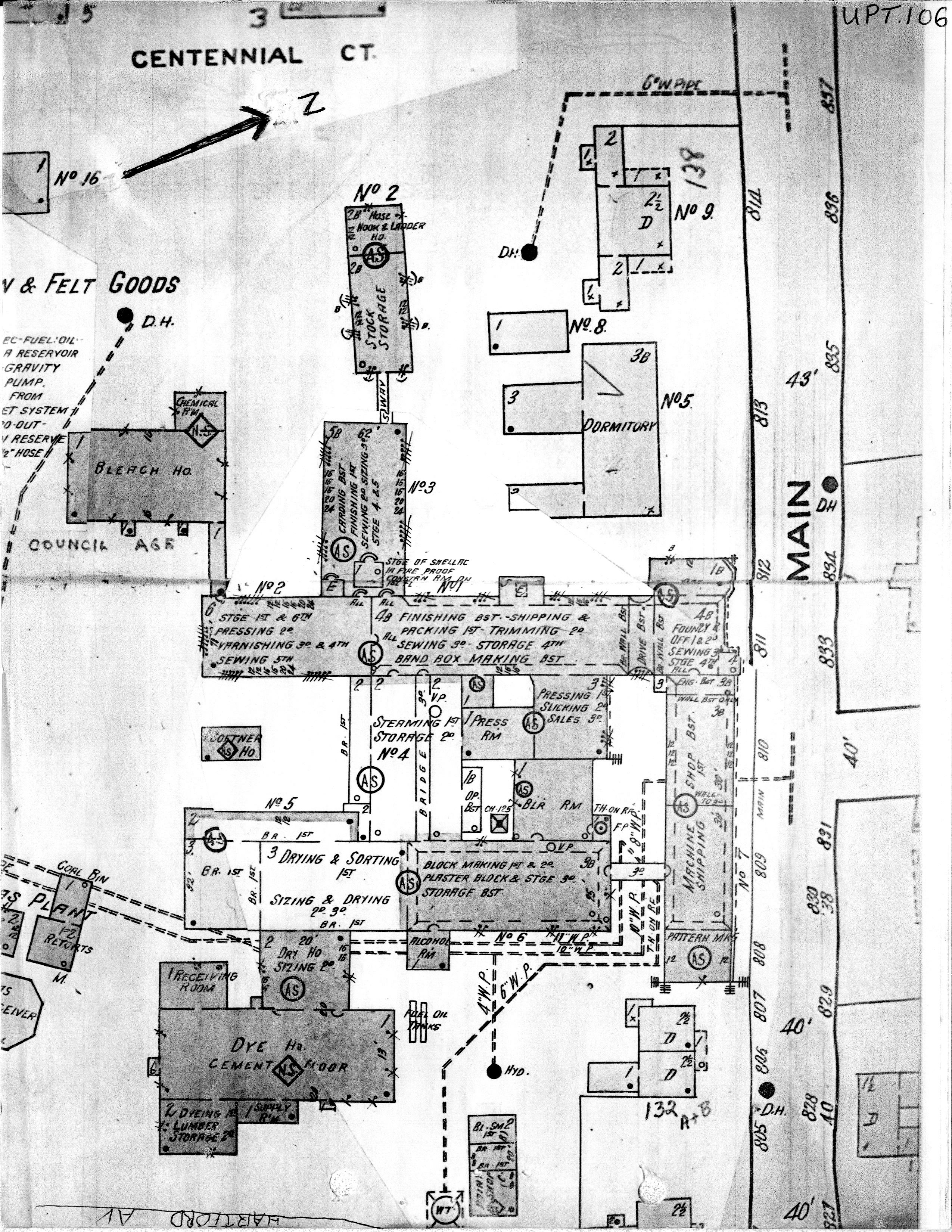